# 逆コース
逆コース（ぎゃくコース、英: reverse course）とは、戦後日本における、「日本の民主化・非軍事化」に逆行するとされた政治・経済・社会の動きの呼称である。
この呼称は『読売新聞』が1951年11月1日から連載した特集記事「逆コース」に由来する。

## 解説
第二次世界大戦で敗北した日本は、1945年（昭和20年）から1952年（昭和27年）まで、ポツダム宣言と降伏文書に基づき連合国軍最高司令官総司令部（GHQ）の占領下に入った。当初、GHQは「日本の民主化・非軍事化」を進めていたが、1947年（昭和22年）に日本共産党主導の二・一ゼネストに対し、GHQが中止命令を出したのをきっかけに、日本を共産主義の防波堤（防共の砦）にしたいアメリカ政府の思惑で、この対日占領政策は転換された。GHQのポツダム命令（「公職追放令」「団体等規正令」「占領目的阻害行為処罰令」など）は、前身を含めて占領初期には非軍事化・民主化政策を推進したが、占領後期には社会主義運動を取り締まるようになった。
この意向を受けた第3次吉田内閣は中央集権的な政策を採った。1949年（昭和24年）の中華人民共和国の誕生や、翌1950年（昭和25年）の朝鮮戦争勃発以後に行われた公職追放指定者の処分解除とその逆のレッドパージにより、保守勢力の勢いが増した。
総司令官マッカーサー、民政局局長ホイットニー、局長代理ケーディスはこの対日政策の転換に反対したが、本国の国務省が転換を迫ったという。この転換は、1948年（昭和23年）に設立されたアメリカ対日協議会の圧力による。
なお、同年にはヨーロッパでも反共政策がとられている。ナチス関係者がいた国際決済銀行の廃止が立ち消えとなり、反共政策としてマーシャルプランが実施されている。

## 「逆コース」といわれるもの
- 1945年
  - 廃止した特別高等警察に代わり公安警察を設置（秘密警察復活）[7]。
- 1947年
  - GHQの二・一ゼネストへの中止命令（米国による労働争議規制）[8]。
- 1948年
  - GHQ、日本の限定的再軍備を容認するロイヤル答申（再軍備準備）[9]。
  - 非現業公務員のストライキが政令201号により禁じられる（公務員に対する労働権制限）[10]。
  - 公安条例が、大阪市で可決・施行されたのを皮切りに、全国の自治体に広がる（デモ規制の動き）[11][12]。
  - 東宝争議に占領軍が介入（米国による労働争議規制）[13]。
  - 12月24日、A級戦犯容疑者として収容されていた岸信介が不起訴処分となり釈放される（のち首相在任）[14][15][16]（戦前・戦中指導者層の社会復帰の動き）。
- 1949年
  - 下山事件や三鷹事件や松川事件などの国鉄三大ミステリー事件に日本共産党や労働組合関係者の関与が疑われ[注釈 1]、共産党によるテロ・破壊活動であると宣伝される（反共・反労働運動プロパガンダ）[17]。
  - イールズ声明（GHQによる反共姿勢）[18]。
  - 法務府が法務庁となり、刑政長官[注釈 2]の下に特別審査局（1952年から公安調査庁）が設置される（情報機関復活）[19]。
- 1950年
  - 8月10日、警察予備隊令が公布・施行[20]。警察予備隊（のち保安隊改組、現在の陸上自衛隊）設置（事実上の限定的再軍備）。
  - 公職追放されていた特高警察官が公安警察に復職（秘密警察復活）[21]。
  - 吉田茂首相宛マッカーサー書翰で、共産党幹部の公職追放を指令。いわゆるレッドパージ（GHQによる反共姿勢）[22][23]。
- 1951年
  - 警察予備隊に、陸軍士官学校・陸軍航空士官学校第58期卒の旧陸軍の元少尉245名が第1期幹部候補生として入隊（軍備増強）[24]。
  - 警察予備隊に、旧陸軍の元佐官（中佐以下）405名と元尉官407名が入隊（軍備増強）[24]。
- 1952年
  - 警察予備隊に、陸軍省や参謀本部（大本営陸軍部）の中枢において太平洋戦争（大東亜戦争）の指導的立場にあった、杉田一次元陸軍大佐（陸軍士官学校第37期）や井本熊男元陸軍大佐（陸軍士官学校第37期）長澤浩元海軍大佐（海軍兵学校49期）などを筆頭とする、元陸軍大佐10名および元海軍大佐1名が入隊（軍備増強）[25]。
  - 4月1日[26]、旧海軍軍人主導で海上警備隊（現在の海上自衛隊）が創設される。海上警備隊は幹部の99%以上と下士官の98%以上が旧海軍軍人で構成された（軍備増強）[27]。
  - 7月、破壊活動防止法が公布される[28]（治安法制の整備）。
- 1955年
  - 社会党再統一に対抗して行われた保守合同による自由民主党結党、およびこれに対するアメリカ中央情報局（CIA）の支援[29]（中央保守政権の基盤強化）、いわゆる「55年体制」の形成。
- 1956年
  - 自治庁、建設省などを統合する内政省設置法案を提出（内務省復活の動き）[30]。（自治省＃「内政省」設置法案の攻防参照）
  - 地方教育行政の組織及び運営に関する法律が施行されたことで教育委員会法が廃止された[31]。
- 1960年
  - 自治庁が省に昇格し自治省となり、国家消防本部は国家公安委員会から分離し、自治省の外局である消防庁に改組された（内務省復活の動き）[32]。
- 1963年
  - 臨時行政調査会（第一次臨調）第1専門部会第1班の報告書に、自治省と警察庁を統合して、自治公安省または内政省を設置し、国家公安委員会を外局(行政委員会)とし、自治公安大臣または内政大臣が国家公安委員会委員長を兼務することが盛り込まれた（内務省復活の動き）[33][34]。

## 作品
- 映画
  - 『カルメン純情す』 （1952年、松竹 木下惠介監督、高峰秀子主演）- 「逆コース」の社会における再軍備派と反対派の対立が描かれている。
  - 『女の園』 （1954年、松竹、木下惠介監督、高峰秀子主演）：再軍備で儲ける資本家とつながる封建的な女子大のあり方に、学生たちが反発する。